# 中尼鐵路
中尼鐵路是中國和尼泊爾之間一條計劃中的鐵路。鐵路將連接中國西藏自治區日喀則市桑珠孜區至尼泊爾加德滿都，並在吉隆鎮－拉素瓦堡跨國。

## 歷史
2006年，西藏自治區第一條鐵路青藏鐵路通車。同年，時任西藏自治區主席向巴平措向時任尼泊爾副總理卡德加·普拉薩德·夏爾馬·奧利表示，鐵路將延長至日喀則，最終連接中尼邊界。2016年奧利訪華期間，兩國就貿易和交通簽署一項協議，包括計劃興建由加德滿都至中尼邊界的高速鐵路。
2018年6月，中尼兩國同意將鐵路視為雙方合作項目的一部分。前期可行性研究的互相協議在2018年8月達成。兩國在2018年6月簽署諒解備忘錄。
2019年4月在北京召开的“一带一路”国际合作高峰论坛中，中尼鐵路被列入领导人联合公报。
青藏鐵路的首條延線拉日鐵路在2014年啟用，铁路已延至日喀则。
2022年12月27日，中国援尼泊尔中尼铁路技术援助专家组抵达加德满都，专家组成员来自中铁第一勘察设计院集团有限公司，计划开展可行性研究。
2024年12月，中国驻尼泊尔大使陈松透露：中尼铁路尼泊尔段的地质勘探工作正在进行中，至2024年11月底综合完成进度约60%；预计2025年6月可完成地质勘探工作并通过相关评审，预计2026年可完成可行性研究。

## 政治意義
由於尼泊爾是一個內陸國家，加上背靠喜馬拉雅山，因此一直只能經印度進口所有的石油供應及大部分醫藥品和生活必需品。然而，印度卻多次曾以此為威逼，插手尼泊爾的國內事務及外交政策。印度曾又多次對尼泊爾實施禁運以強逼其實行符合印度的政治目的計劃，比如在1989年時由於兩國之間的貿易和過境條約爭執，印度就曾嘗試封鎖尼泊爾，當時關閉了21個過境點中的19個。又曾在2015時，為了逼使尼泊爾修改新憲法，封鎖了剛受到毀滅性地震打擊的尼泊爾，令尼泊爾的重要藥物及燃料嚴重短缺，造成人道主義危機。這次封鎖在國內引起強烈的反印度情緒，而印度其後又在並干預尼泊爾內政的情況下將尼泊爾總理奧利趕下台。兩國關係裂痕持續擴大，因此尼泊爾決定減少依賴印度來分散風險，決定建設中尼鐵路。印度對此感到非常不滿。

## 走線
鐵路全长约570千米。线路东起拉日铁路日喀则西站，向西经萨迦县，穿越仲拉山至定日县，沿朋曲、门曲河谷至佩枯错后穿越喜马拉雅山支脉马拉山至吉隆镇，设铁路口岸站，后取直至国界，预留向加德满都延伸条件。

### 中国段
中国段分两段，日喀则至佩枯错段与新藏铁路共线，长403千米；佩枯错至吉隆段为另建吉隆口岸铁路，长95千米。此段已经于2020年启动勘察设计，计划于2025年前动工。

### 尼泊爾段
尼泊爾段長72千米，由於需要穿過喜瑪拉雅山脈，被視為最具挑戰性的鐵路工程之一，98.5%的路段以橋隧通過。沿線共設四個車站，終點站設於加德滿都的三窟。有計劃進一步延長至博卡拉及藍毗尼。预计该段会在日吉段完工之后才开工，并需要9年施工，所以全部中尼鐵路完工要到2030年之后。